# Kumarapuram
Kumarapuram è una suddivisione dell'India, classificata come town panchayat, di 13.759 abitanti, situata nel distretto di Kanyakumari, nello stato federato del Tamil Nadu. In base al numero di abitanti la città rientra nella classe IV (da 10.000 a 19.999 persone).

## Geografia fisica
La città è situata a 08° 15' 12 N e 77° 21' 27 E.

## Società

### Evoluzione demografica
Al censimento del 2001 la popolazione di Kumarapuram assommava a 13.759 persone, delle quali 6.860 maschi e 6.899 femmine. I bambini di età inferiore o uguale ai sei anni assommavano a 1.454, dei quali 753 maschi e 701 femmine. Infine, coloro che erano in grado di saper almeno leggere e scrivere erano 10.823, dei quali 5.470 maschi e 5.353 femmine.